# Карабутовский сельский совет (Конотопский район)
Карабутовский сельский совет (укр. Карабутівська сільська рада) — входит в состав
Конотопского района
Сумской области
Украины.
Административный центр сельского совета находится в 
с. Карабутово
.

## Населённые пункты совета
- с. Карабутово
- с. Нехаевка